# 居氏盔魚
居氏盔魚為輻鰭魚綱鱸形目隆頭魚亞目隆頭魚科的其中一種，分布於印度洋區，從紅海、東非至斯里蘭卡、安達曼海海域，棲息深度4-46公尺，體長可達38公分，棲息在沙石混合的珊瑚礁海域，屬肉食性，以海膽、甲殼類及軟體動物為食，生活習性不明，可做為觀賞魚。

## 擴展閱讀
維基物種上的相關：居氏盔魚